# ماهیندر واتسا
ماهیندر واتسا (به انگلیسی: Mahinder Watsa)؛ (زاده ۱۱ فوریهٔ ۱۹۲۴ در منطقه پنجاب – درگذشته ۲۸ دسامبر ۲۰۲۰ در بمبئی) کارشناس روابط جنسی در هند بود که نوشته‌هایش در روزنامه میرور مومبای (بمبئی سابق) او را پرآوازه‌ترین کارشناس روابط جنسی این کشور کرده بود. این جراح زنان و زایمان اهل هند بیشتر از ۱۰ سال در ستون خود به نام «از کارشناس سکس بپرس» به دغدغه‌ها و پرسش‌های هزاران هندی پاسخ می‌داد و برای مشکلشان راهکار ارائه می‌کرد.
ماهیندر واتسا نخستین بار در دهه ۱۹۶۰ ستون‌نویسی درباره مسائل جنسی را با نوشتن در ستون «دکتر عزیز» برای یک مجله زنان آغاز کرد. او خیلی زود دریافت که بسیاری از مردم، چیز زیادی درباره مسائل جنسی نمی‌دانند. برای رفع این مشکل؛ ابتدا از طریق اتحادیه برنامه‌ریزی خانواده برای هند و سپس با راه‌اندازی بنیاد شخصی خود به نام «موسسه بین‌المللی آموزش جنسی و تنظیم خانواده» به آموزش پرداخت. ماهیندر واتسا بارها به اتهام هرزه‌نگاری به دادگاه رفت و نامه‌هایی با مفهوم نفرت‌پراکنانه دریافت می‌کرد.
ماهیندر واتسا مسائل جنسی را همیشه با طنز و صمیمی بیان می‌کرد.